# Il voto
Pour plus de détails, voir Fiche technique et Distribution.
Il voto est un film italien réalisé par Mario Bonnard, sorti en 1950. 

## Synopsis
Afin de pouvoir offrir un peu de bien-être à Carmela, son épouse, un pauvre pêcheur participe à un voyage en mer de Chine, pour lequel on le paiera bien. En son absence, malheureusement, Carmela tombe amoureuse de Vito, un ami de son mari, et en fait son amant. Vito, malade et au caractère faible, souffre de la trahison de son ami et des remarques venimeuses des villageois.
Un soir, il tente d'oublier son malheur en visitant un bordel ; il y rencontre Cristina, qui éprouve les mêmes sentiments. Après une nouvelle crise, il tente de la faire sortir de ce milieu et de la faire accueillir par une amie de sa mère. Il lui promet également le mariage. Cependant, lorsque Carmela essaie de se disputer avec sa rivale, celle-ci décide de retourner au bordel. Au dernier moment, Vito arrive à l’en empêcher.

## Fiche technique
- Titre : Il voto
- Réalisation : Mario Bonnard
- Scénario : Mario Bonnard d'après la pièce de théâtre O voto d'Alfredo Cognetti et Salvatore Di Giacomo
- Production : Angelo Iacono
- Pays d'origine :  Italie
- Format : Noir et Blanc
- Genre : Mélodrame
- Dates de sortie : 1950

## Distribution
- Doris Duranti : Carmela
- Giorgio De Lullo : Vito
- Maria Grazia Francia : Cristina
- Roberto Murolo :  Gennaro
- Enrico Glori
- Sophia Loren